# Abansky (huyện)
Huyện Abanskiy (tiếng Nga: Абанский район) là một đơn vị hành chính và huyện tự quản (raion), của Vùng Krasnoyarsk, Nga. Huyện có diện tích 9.064 kilômét vuông. Trung tâm của huyện đóng ở Aban.